# Royal Society
Die Royal Society (deutsch Königliche Gesellschaft) ist eine 1660 gegründete britische Gelehrtengesellschaft zur Wissenschaftspflege. Sie dient als nationale Akademie der Wissenschaften des Vereinigten Königreiches für die Naturwissenschaften. Ihre Mitglieder werden als Fellow of the Royal Society (kurz FRS oder F.R.S.) bezeichnet. Die Royal Society verleiht zudem wissenschaftliche Auszeichnungen, insbesondere die Copley-Medaille, die Royal Medal sowie Medaillen, die bestimmten Fachbereichen gewidmet sind.

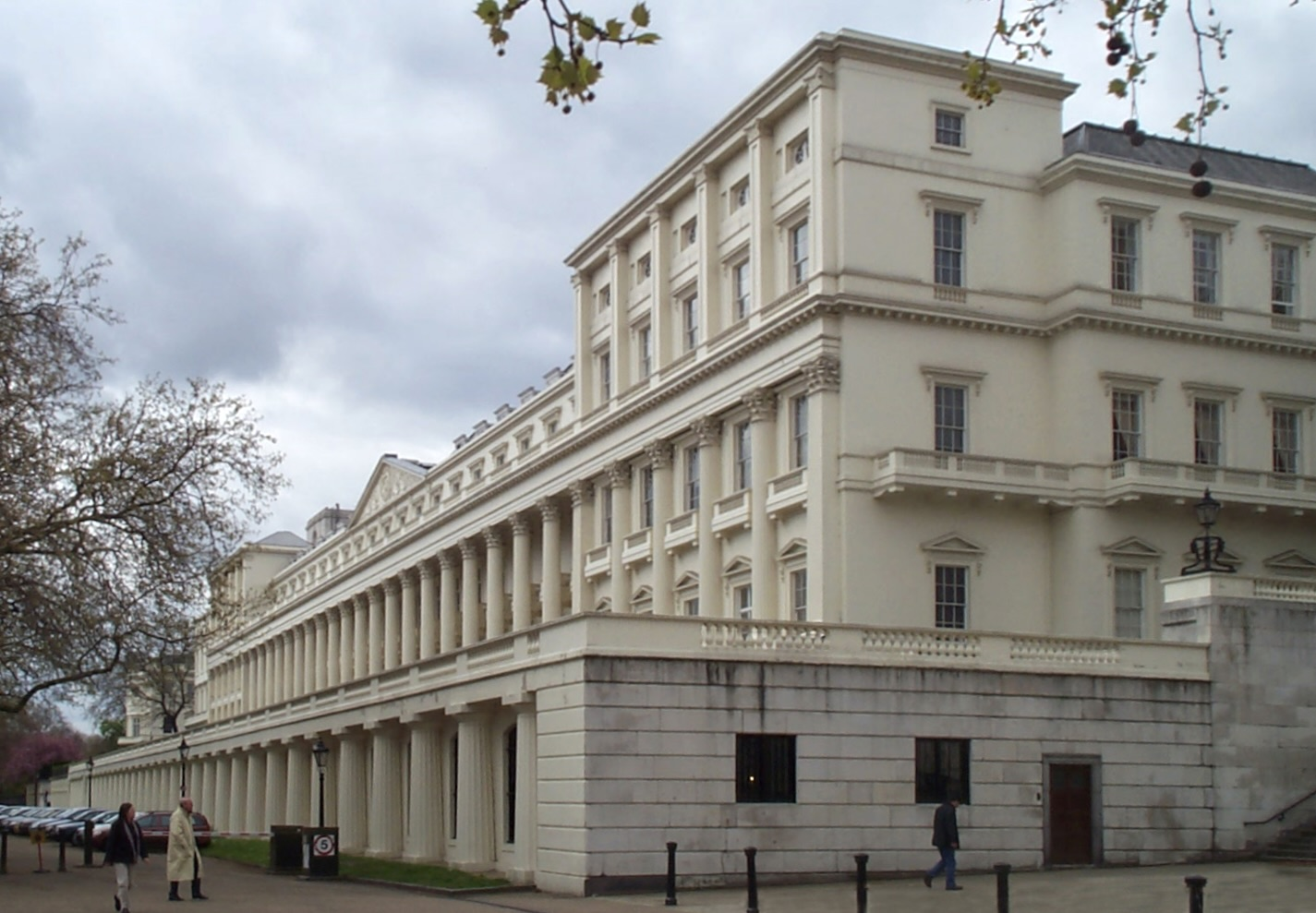
Gebäude der Royal Society in London

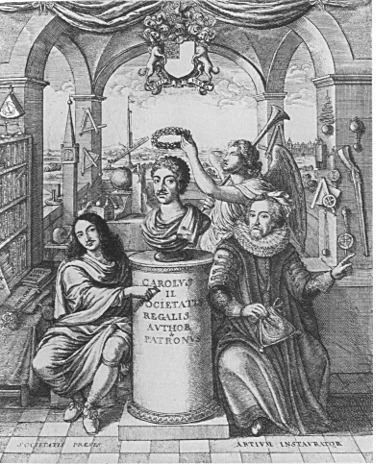
Das Frontispiz von Thomas Sprats The History of the Royal-Society of London (1667) zeigt William Brouncker, eine Büste von König Karl II. und Francis Bacon

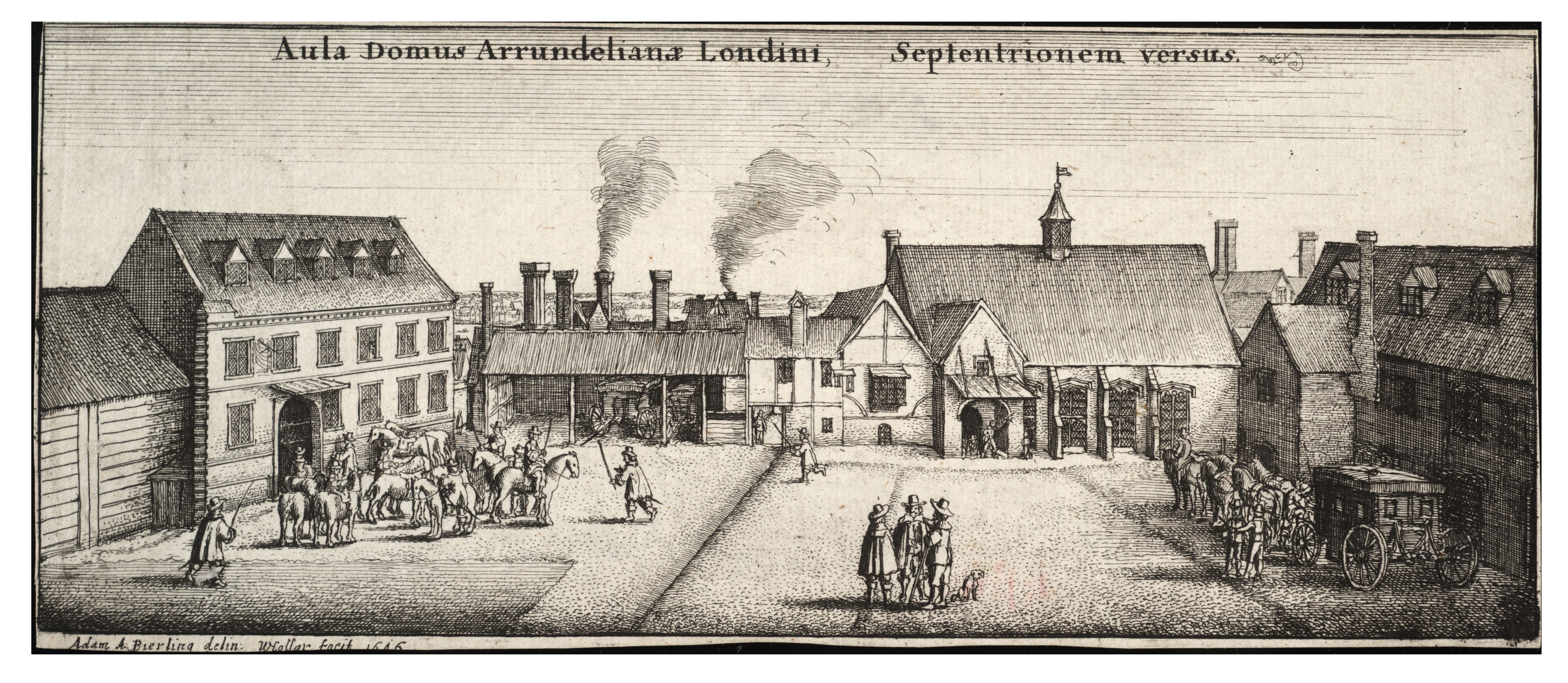
Vom 9. Januar 1667 bis Ende Oktober 1674 fanden die wöchentlichen Treffen vorübergehend im Arundel House statt. Ab dem 12. November 1674 traf man sich wieder im Gresham College.

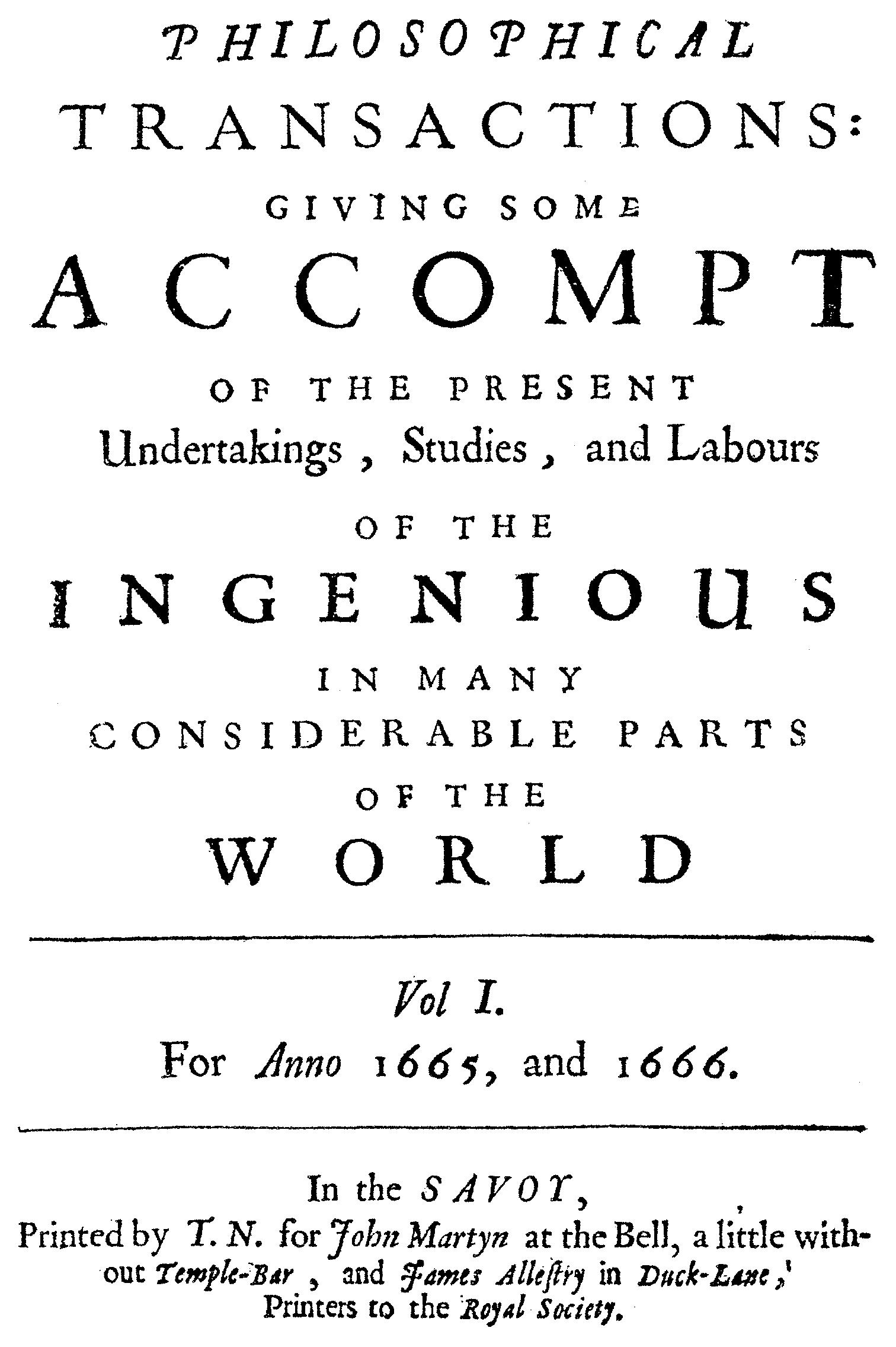
Philosophical transactions, giving some accompt of the present undertakings, studies, and labours of the ingenious, in many considerable parts of the world – Titelblatt der ersten Ausgabe vom 6. März 1665

## Geschichte
Die Royal Society wurde am 28. November 1660 im Gresham College in London als Gesellschaft zur Verbesserung der Naturerkenntnis gegründet. Die zwölf Gründungsmitglieder („Founder Fellows“) waren Christopher Wren, Robert Boyle, John Wilkins, William Petty, William Brouncker, Robert Moray, Alexander Bruce, 2. Earl of Kincardine, Paul Neile (1613–1686), Jonathan Goddard, William Ball, Abraham Hill und Lawrence Rooke. Der nicht anwesende William Croone wurde zum Registrator der Gesellschaft ernannt. Am 6. März 1661 wurde Robert Moray zum Vorsitzenden der Royal Society gewählt.
Die Bezeichnung „Royal Society“ erschien erstmals 1661 in gedruckter Form. Am 15. Juli 1662 gewährte Karl II. der Gesellschaft eine erste Royal Charter. Sie bestimmte William Brouncker zu deren Präsidenten und legte die Mitglieder des Councils fest. Der Council der Gesellschaft war jedoch mit ihr unzufrieden und erwirkte einige Änderungen. Die zweite Royal Charter trat am 23. April 1663 in Kraft. Sie legte den Namen der Gesellschaft als Royal Society of London for Improving Natural Knowledge fest, erkannte Karl II. als Gründer und Patron an und berechtigte sie zum Führen eines Wappens. Die zweite Royal Charter wurde am 13. Mai 1663 bei einem Treffen der Mitglieder verlesen. Sie räumte dem Präsidenten und dem Council außerdem das Recht ein, während einer zweimonatigen Übergangsphase ohne Wahl passende Mitglieder in die Gesellschaft zu berufen. Die auf diese Weise am 20. Mai und 22. Juni 1663 in die Royal Society gewählten Mitglieder werden als „Original Fellows“ bezeichnet. Zu den frühen Mitgliedern zählen u. a. John Evelyn, Robert Hooke, Samuel Pepys, John Wallis, Thomas Willis, Theodor Haak und Henry Oldenburg.
Mit finanzieller Unterstützung der Gesellschaft wurden Evelyns Sylva (1664) und Hookes Micrographia (1665) veröffentlicht.
Oldenburg begann am 6. März 1665 privat mit der Herausgabe der Philosophical Transactions, die durch die Gesellschaft lizenziert wurde und seitdem als Organ der Gesellschaft fungiert.
Während der Großen Pest von London wurden die wöchentlichen Treffen ausgesetzt. Das letzte Treffen fand am 28. Juni 1665, das nächste erst wieder am 14. März 1666 statt.
Bereits 1667 veröffentlichte Thomas Sprat mit The History of the Royal-Society of London ein erstes Werk zur Geschichte der Gesellschaft.
Von 1703 bis 1727 stand Sir Isaac Newton der Royal Society vor. Unter seiner Präsidentschaft wurde ein eigenes Gebäude in London am Strand erworben. 1780 werden der Gesellschaft Räumlichkeiten im Somerset House (London/Strand) zur Verfügung gestellt. Obgleich die Mitglieder der Gesellschaft von Anfang an gewählt wurden, wurden erst seit 1847 die wissenschaftlichen Verdienste des potentiellen Mitglieds wichtigstes Aufnahmekriterium. Frauen wurden erst 1945 als Mitglieder zugelassen, einzige Ausnahme war Königin Victoria.
1857 wurde die Royal Society im Burlington House London / Piccadilly untergebracht. Heute nutzt sie das ehemalige Gebäude der deutschen Botschaft in London, No. 8 & No. 9 Carlton House Terrace, als ihren Sitz. Die Royal Society hat sich zu einer bedeutenden Akademie hochrangiger Wissenschaftler entwickelt.

## Wahlspruch
Wahlspruch der Royal Society ist „Nullius in verba“, das sich mit „nach niemandes Worten“ übersetzen lässt (gemeint ist wohl „auf niemandes Worte schwören“ – Nullius in verba iurare). Es steht für den erklärten Willen der Gesellschaft, eine experimentell untermauerte Wissenschaft zu begründen, die sich nicht damit begnügt, Autoritäten zu zitieren. Obwohl es heute selbstverständlich scheint, war dies zum Gründungszeitpunkt ein deutlicher Bruch mit der bis dahin vorherrschenden Wissenschaftsphilosophie.

## Mitgliedschaft
Die Mitgliedschaft in der Royal Society ist eine Ehrung, die an Personen verliehen wird, die nach Ansicht der Royal Society einen wesentlichen Beitrag zur Verbesserung des naturwissenschaftlichen Wissens einschließlich der Mathematik, der Ingenieurwissenschaften und der Medizin geleistet haben. Bisher gab es insgesamt rund 8000 Fellows. Gegenwärtig gibt es etwa 1700 lebende Fellows. Es gibt folgende Arten von Fellowships:
- Fellow of the Royal Society (FRS)
- Foreign Member of the Royal Society (ForMemRS) für ausländische Mitglieder
- Honorary Fellow of the Royal Society (HonFRS), früher Statute 12 Fellowship, ist die Ehrenmitgliedschaft in der Royal Society für Personen, die sich um die Wissenschaft verdient gemacht haben, ohne die formalen Voraussetzungen
- Royal Fellows of the Royal Society für Mitglieder der königlichen Familie

Fellows führen die Auszeichnung als Namenszusatz, z. B.: Sir Alec Jeffreys FRS (Fellow of the Royal Society).

## Vergebene Auszeichnungen

### Medaillen
Die Royal Society vergibt zehn verschiedene Medaillen, neun „prizes and awards“ und neun „prize lectureships“ in je nach Auszeichnung jährlichem, zweijährlichem oder dreijährlichem Rhythmus.
Die Empfänger der Medaillen und „prize lectureships“ werden vom Physical Sciences Awards Committee und vom Biological Sciences Awards Committee bestimmt. Diese Komitees bestehen aus Mitgliedern („Fellows“) der Royal Society.
Bislang vergebene Medaillen:
| Englische Bezeichnung | Deutsche Bezeichnung | Eingerichtet | Turnus (aktuell)                 | Bereich                                              |
| --------------------- | -------------------- | ------------ | -------------------------------- | ---------------------------------------------------- |
| Buchanan Medal        | Buchanan-Medaille    | 1897         | zweijährlich in ungeraden Jahren | Medizin                                              |
| Copley Medal          | Copley-Medaille      | 1731         | jährlich                         | alle Wissenschaften                                  |
| Darwin Medal          | Darwin-Medaille      | 1890         | zweijährlich in geraden Jahren   | Biologie                                             |
| Davy Medal            | Davy-Medaille        | 1877         | jährlich                         | Chemie                                               |
| Gabor Medal           | Gabor-Medaille       | 1989         | zweijährlich in ungeraden Jahren | interdisziplinäre Forschung                          |
| Hughes Medal          | Hughes-Medaille      | 1902         | jährlich                         | Physik                                               |
| King Charles II Medal |                      | 1997         | unregelmäßig                     | für Staatsoberhäupter, die Forschung fördern         |
| Leverhulme Medal      | Leverhulme-Medaille  | 1960         | dreijährlich                     | Chemie und Chemieingenieurwesen                      |
| Royal Medal           | Royal Medal          | 1826         | drei Medaillen jährlich          | 2× Naturwissenschaften, 1× Angewandte Wissenschaften |
| Rumford Medal         | Rumford-Medaille     | 1800         | zweijährlich in geraden Jahren   | Thermische und optische Materialeigenschaften        |
| Sylvester Medal       | Sylvester-Medaille   | 1901         | zweijährlich                     | Mathematik                                           |

### Sonstige Preise
Zu den Awards zählt der seit 2003 ausschließlich an weibliche Preisträger vergebene Rosalind Franklin Award. Er ist mit £ 30.000 dotiert und ehrt besondere Leistungen auf dem Gebiete der Wissenschaft, Technologie, Ingenieurwesen und Mathematik (STEM).
Für herausragende Leistungen auf dem Gebiet der Informatik wird der nach Robin Milner benannte Royal Society Milner Award vergeben. Preisträger sind Xavier Leroy (2016), Thomas Henzinger (2015), Bernhard Schölkopf (2014), Serge Abiteboul (2013) und Gordon Plotkin (2012).
Jährlich werden außerdem die Bakerian Lecture und die Croonian Lecture gehalten.

## Publikationen
Die folgenden Zeitschriften werden durch die Royal Society veröffentlicht:
- Biographical Memoirs.
- Biology Letters.
- Interface.
- Interface Focus.
- Notes and Records.
- Open Biology.
- Philosophical Transactions A.
- Philosophical Transactions B.
- Proceedings A.
- Proceedings B.
- Royal Society Open Science.

## Präsidenten
Hier eine Auflistung einiger wichtiger Präsidenten:
- William Brouncker (1662–1677)
- Christopher Wren (1680–1682)
- Samuel Pepys (1684–1686)
- Isaac Newton (1703–1727)
- Joseph Banks (1778–1820)
- William Hyde Wollaston (1820)
- Humphry Davy (1820–1827)
- William Parsons (1848–1854)
- Joseph Hooker (1873–1878)
- Thomas Henry Huxley (1883–1885)
- George Stokes (1885–1890)
- William Thomson (Lord Kelvin, 1890–1895)
- Ernest Rutherford (1925–1930)
- Patrick Blackett (1965–1970)
- Robert May (2000–2005)
- Martin Rees (2005–2010)
- Paul Nurse (2010–2015)
- Venkatraman Ramakrishnan (2015–2020)
- Adrian Smith (seit 2020)[11]

## Mitglieder
Siehe: Kategorie:Mitglied der Royal Society
2016 gab es rund 1600 Fellows und auswärtige Mitglieder der Royal Society. Fellow kann ein Wissenschaftler aus Großbritannien oder dem Commonwealth werden. Jedes Jahr werden bis zu 52 Fellows und 10 auswärtige Mitglieder neu aufgenommen durch Wahl aus einer Liste von etwa 700 Kandidaten, die die Mitglieder vorschlagen.
Mitglieder des Britischen Königshauses können zu Royal Fellows der Royal Society in geheimer Wahl bestimmt werden.
2013 wurde Prinz Andrew zum Fellow der Royal Society gewählt. Die Stimmzettel enthielten traditionsgemäß nur die Möglichkeit, ein „Ja“ anzukreuzen oder die Stimmzettel ungültig zu machen. Dieses Verfahren führte zu Protesten prominenter Mitglieder der Royal Society.
Daneben gibt es seit 1996 Honorary Fellows, zum Beispiel Bill Bryson, die nicht aufgrund wissenschaftlicher Leistungen, sondern aus anderen Gründen gewählt werden. Zuvor gab es dazu das Verfahren des Statute 12 Arrangements.